# Brachydanio
Brachydanio (Weber & de Beaufort, 1916) var ett släkte bestående av långsträckta stimfiskar bland karpfiskarna. Samtliga av de som mest 11 arterna har numera överförts till något av släktena Danio, Devario eller Inlecypris.

## Tidigare arter i släktet
| Namn i släktet Brachydanio | Auktor                 | Numera giltigt artnamn | Svenska handelsnamn                |
| -------------------------- | ---------------------- | ---------------------- | ---------------------------------- |
| Brachydanio acuticephala   | (Hora, 1921)           | Devario acuticephala   |                                    |
| Brachydanio albolineatus   | (Blyth, 1860)          | Danio albolineatus     | blå danio, pärldanio               |
| Brachydanio choprai        | (Hora, 1928)           | Danio choprae          | chopras danio, laxdanio            |
| Brachydanio frankei        | Meinken, 1963          | Danio rerio            |                                    |
| Brachydanio jaintianensis  | Sen, 2007              | Danio jaintianensis    |                                    |
| Brachydanio jayarami       | (Barman, 1984)         | Inlecypris jayarami    |                                    |
| Brachydanio kerri          | (Smith, 1931)          | Danio kerri            | kerridanio                         |
| Brachydanio nigrofasciatus | (Day, 1870)            | Danio nigrofasciatus   | prickdanio                         |
| Brachydanio rerio          | (Hamilton, 1822)       | Danio rerio            | zebrafisk, sebrafisk, leoparddanio |
| Brachydanio shanensis      | (Hora, 1928)           | Devario shanensis      |                                    |
| Brachydanio sondhii        | (Hora & Mukerji, 1934) | Devario sondhii        |                                    |